# Julià Font i Roig
Julià Font i Roig (de vegades citat com Fontirroig), anomenat el sant mallorquí (Maria de la Salut, 20 de febrer de 1545 - Ciutat de Mallorca, 9 de setembre de 1613), descendent de capitans conqueridors de Mallorca, i fill de Jaume Fontirroig i Francesca Gibert que eren pairal de la casa i alqueria anomenada Son Roig de Maria de la Salut. De nen va patir un greu accident quan va caure al foc i es cremà la cara i la mà dreta. Va aprendre a llegir i escriure a la seva residència, va cursar gramàtica i retòrica a l'Escola de Randa, es va instal·lar a Palma i va estudiar arts i filosofia en el convent de Sant Domènec. Va iniciar la seva vida de servei com a frare de l'Orde dels Dominics el 1571, quan tenia 27 anys.
Els preceptes religiosos van inculcar en el seu cor el servei als necessitats i es va dedicar per complet als altres; per les seves accions, fou anomenat "pare dels pobres". Va ser cofundador del convent de Sant Vicent Ferrer de Manacor.
Va morir el 9 de setembre de 1613 a la ciutat de Mallorca, a l'edat de 69 anys. Se'n va iniciar el procés de beatificació, però fou sobresegut anys més tard. El 16 de desembre de 1690, el seu sepulcre, a Sant Domènec, fou obert i se'n reconegué el cadàver, que era incorrupte.
Quan el monestir de Sant Domènec va ser enderrocat, les seves restes van ser traslladats a la Catedral de Mallorca, on actualment es troba a la Capella del Davallament.